# Subotica (gmina Aleksandrovac)
Subotica (cyr. Суботица) – wieś w Serbii, w okręgu rasińskim, w gminie Aleksandrovac. W 2011 roku liczyła 630 mieszkańców.